# Rhynchitomacerinus kuscheli
Rhynchitomacerinus kuscheli is een keversoort uit de familie bastaardsnuitkevers (Nemonychidae). De wetenschappelijke naam van de soort werd in 1952 gepubliceerd door Eduard Voss.